# Låsebrev
Et låsebrev var i gammel ret en domskendelse til fastlæggelse af ejendomsret.
Før Danske Lov af 1683 skulle man, for at sikre sig ejendomsretten til fast ejendom, som man ikke havde skøde på, og hvis ejerforhold måske var omstridt, tinglyse sin ejendomsret tre gange på herredstinget. Når det var gennemført uden indsigelser, lyste man sin ejendomsret på landstinget, hvorfra man fik fire domsbreve og et kongeligt stadfæstelsesbrev, som tillyste ejendommen til ansøgeren.
Når dette var gennemført, udtog man stævning på Kongens Retterting (svarende til vore dages højesteret) med et varsel på 1 år og 6 uger.
Hvis ingen modpart havde gjort krav på ejendommen efter denne frist, fik man på rettertinget en dom ved navn låsebrev, som i al fremtid fastsatte ejendomsretten.